# Ptosima gibbicollis
Ptosima gibbicollis es una especie de escarabajo joya del género Ptosima, de la subfamilia Polycestinae, orden Coleoptera.

## Distribución
Se distribuye por la ecozona del Neártico.

## Taxonomía
Fue descrita por Say en 1823.